# 陷阱效果
陷阱效果（Trap effect），蕭恩巴赫與勞夫（Schoenbach and Lauf）在2002年共同訂定的現象。
選舉宣傳吸引閱聽人注意力（與漫不經心）程度相对不同，動機各有差異，因此它們實際帶來的效果大多取決於選民的意向與動機，而非宣傳者的意圖。1968年，布倫勒與馬奎爾(Blumler and McQuail)發現，密集的普選宣傳對先前未獲得充分資訊和沒有確立政治立場、較無權選擇的閱聽人而言，會帶來較強烈的效果。